# Уюни (город)
Уюни (исп. Uyuni) — город на юго-западе Боливии, в департаменте Потоси. Основан в 1890 году как торговый пост. По официальным данным, в 2010 году в городе проживало 21400 человек. Уюни расположен на высоте 3670 метров над уровнем моря. В настоящее время основной функцией города является приём туристов, приехавших посетить солончак Уюни. Также город является важным транспортным узлом, в котором пересекаются железные дороги до Каламы (Чили), Вильясона (граница с Аргентиной), Ла-Паса, Потоси. Среди достопримечательностей города числится кладбище поездов, образовавшееся после резкого снижения грузоперевозок.